# Baojun RS-3

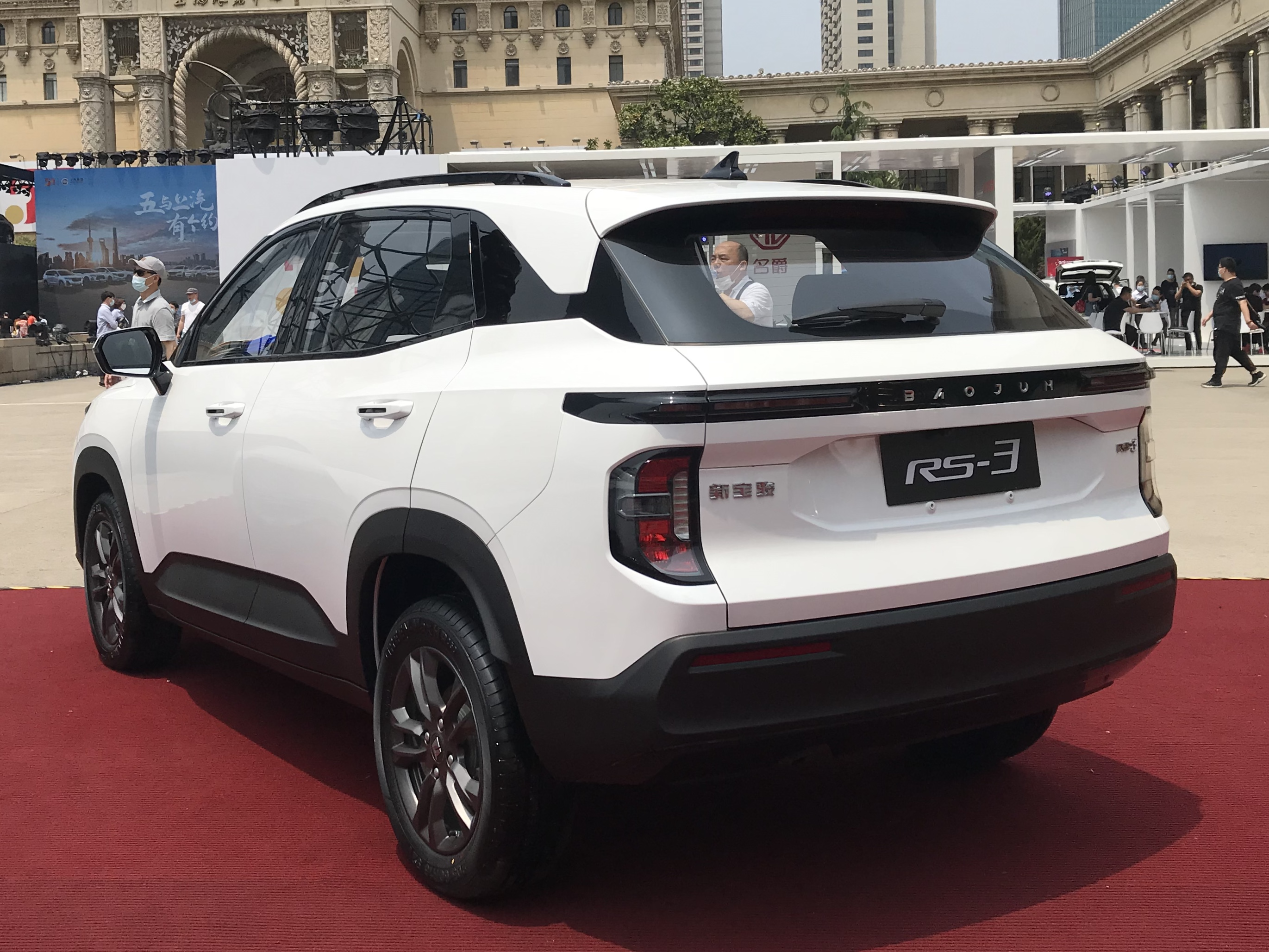
Вид сзади

Baojun RS-3 — субкомпактный кроссовер, выпускавшийся с 2019 по 2021 год подразделением Baojun совместного предприятия SAIC-GM-Wuling.

## Описание
Baojun RS-3 являлся преемником Baojun 510, в то время как Baojun 510 продолжал продаваться вместе с RS-3. Впервые автомобиль был представлен в сентябре 2019 года с использованием языка дизайна Interstellar Geometry, характерного для бренда Baojun. Продажи начались в октябре 2019 года на китайском рынке.
Baojun RS-3 оснащался 1,5-литровым четырёхцилиндровым атмосферным бензиновым двигателем мощностью 73 кВт (98 л. с.) и крутящим моментом 142 Н⋅м в паре с бесступенчатой или с шестиступенчатой механической трансмиссией. В 2021 году в моторную гамму был добавлен 1,5-литровый турбодвигатель мощностью 108 кВт (145 л. с.) и крутящим моментом 249 Н⋅м в паре с бесступенчатой трансмиссией. Комплектации — Smart Lofty, Smart Elite и Smart Luxury.
Внутренние технологии включают в себя мобильную связь и усовершенствованную систему распознавания голоса и обновления программного обеспечения по радиосвязи. Также имеется система круиз-контроля второго уровня, поставляемая компанией Bosch, которая может активироваться на скорости менее 130 км/ч.

## Продажи
| Год  | Китай  |
| ---- | ------ |
| 2019 | 20,335 |
| 2020 | 66,587 |
| 2021 | 18,202 |
| 2022 | 2,642  |